# Kisrétfalu
Kisrétfalu (ukránul: Новоселиця falu Ukrajnában, Kárpátalján, a Munkácsi járásban.

## Fekvése
Munkácstól délkeletre, Szánfalva és Beregnagyalmás közt fekvő település.

## Története
A trianoni békeszerződés előtt Bereg vármegye Munkácsi járásához tartozott.
1910-ben 187 lakosa volt, melyből 14 német, 173 ruszin volt. Ebből 174 görögkatolikus, 13 izraelita volt.